# Орија (Салерно)
Орија (итал. Orria) је насеље у Италији у округу Салерно, региону Кампанија.
Према процени из 2011. у насељу је живело 617 становника. Насеље се налази на надморској висини од 536 м.

## Становништво
| 1931. | 1936. | 1951. | 1961. | 1971. | 1981. | 1991. | 2001. | 2011. |
| ----- | ----- | ----- | ----- | ----- | ----- | ----- | ----- | ----- |
| 1.793 | 1.912 | 2.175 | 2.075 | 1.887 | 1.587 | 1.443 | 1.293 | 1.161 |